# 拉馬河 (俄羅斯)

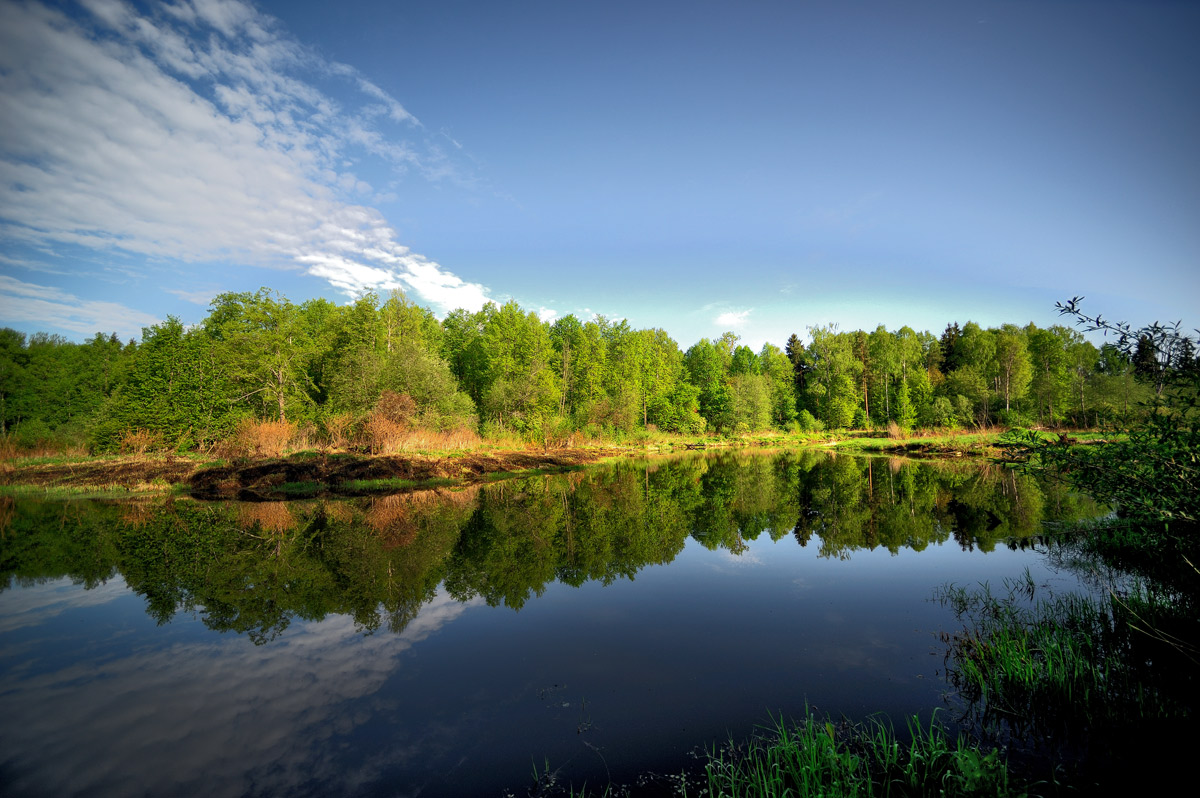
Лама

拉馬河(Лама)，又譯藍馬河，是一條流經俄羅斯莫斯科州及特維爾州的河流。
拉馬河全長139公里，河道面積有2330平方公里。在11月時會冰封，直到次年的3月尾至4月初才解封。歷史上，拉馬河是一條連接莫斯科河至伏爾加河的重要水道。位於河畔、距離俄羅斯首都莫斯科西北129公里的古城沃洛科拉姆斯克早在12世紀就已建城。